# 普請中
『普請中』（ふしんちゅう）は、森鷗外の短編小説。1910年（明治43年）6月1日『三田文学』で発表された。

## あらすじ
ある雨上がりの夕刻、参事官の渡辺は、築地の西洋料理店に出かける。
店内はまだ普請中で、応接室にまで響きが耳につくが、五時になると職人が帰ってしまって静かである。やがて独逸人の若い女性がやってくる。渡辺がドイツにいた時の愛人で、ロシアのウラジオストクから渡辺に会いに来た。今は情夫のコジンスキイの伴奏で歌を歌っての旅稼ぎである。
渡辺は「これからどうするのだ。」と聞くと「アメリカへ行くの。日本は駄目だって、ウラヂオで聞いてきたのだから、当てにはしなくってよ。」との返事。すると渡辺は日本はまだ普請中で、進んでいないから、アメリカ行きを勧める。
女が接吻を求めて手を差し出しても、渡辺は「ここは日本だ。」とそっけなく答え、やがて給仕の案内で食堂に向かい、差し向かいで食事をする。女はドイツ時代の思い出話を楽しもうとするが、渡辺は話に合わすこともなく終始冷淡な態度で接し、最後にはシャンパンのグラスをあげて「Kosinski soll leben!」と乾杯した。女も「凝り固まったやうな微笑」を見せて無言でグラスを上げたあと、寂しく銀座通りを馬車で去って行った。

## 概論
鴎外は、ドイツ留学時代の現地の恋人と別れた体験を1892年（明治25年）発表の『舞姫』で小説にしているが、実際には彼女は日本に鴎外を訪ねてきており、本作はこれを題材にしている。ただし、ここの話は実際の事件ではなく、あくまでドイツから恋人が来た場合の空想を書いたものである。渡辺は作者自身であるが、『舞姫』の主人公太田豊太郎と違う冷淡さが強く感じられる。
作中の主人公の「普請中」という言葉には、日露戦争後、近代国家の体裁を整えながらもまだ完成に至っていない日本の状態を見事に表現しており、それは、店内の不調和な調度品やノックをしない給仕など細部にも描かれている。
また、「ここは日本だ。」と拒絶する姿勢の裏には「そこには、何となしに寂しさと物足りなさの気配が漂っている。」「おそらくはこのそこはかとない寂寥の情の故に、読者はこの短編に、生身の人としての鴎外の哀情を感じ、好意を以てこの作品を読むことができるのである。」（小堀桂一郎「鴎外選集第2巻　解説」岩波書店　1978年）と解釈されている。